# Celebrity Reflection
Le Celebrity Reflection, est le 5e navire de classe Solstice à être construit sur le chantier naval Meyer Werft, pour la flotte de Celebrity Cruises.